# RTS Info
RTS Info ist die Bezeichnung, unter welcher der Rundfunk der französischsprachigen Schweiz Radio Télévision Suisse seit dem 29. Februar 2012 die aktuelle Berichterstattung betreibt. Unter diesem Namen werden die Nachrichtensendungen im Radio und Fernsehen, auf der Website sowie einer Mobile App für Smartphones bereitgestellt. Ausserdem läuft unter RTS Info ein Livestream.
RTS Info hat weder im Fernsehen noch im Radio einen eigenen Kanal, dies im Gegensatz zu SRF info und Radio SRF 4 News.

## Geschichte
Das Vorgängerprogramm TSR info war seit dem 26. Dezember 2006 als ein reines Nachrichtenprogramm von Télévision Suisse Romande auf Sendung. RTS Info übernahm dessen Konzept und trat seit dem 29. Februar 2012 an seine Stelle, als die Fernseh- und Radioprogramme des Rundfunks der französischsprachigen Schweiz neu geordnet wurden.

## Fernsehprogramm
RTS Info produziert zwei Hauptnachrichtensendungen, die um 12.45 Uhr und um 19.30 Uhr ausgestrahlt werden. Daneben gibt es lokale Nachrichten (Couleurs locales).

### Video-Livestream
RTS Info ist zusätzlich rund um die Uhr über einen Video-Livestream im Internet auf der gleichnamigen Website zu empfangen, im Gegensatz zu RTS Un und RTS Deux auch ausserhalb der Schweiz. Es wird zeitweise vom Fernsehprogramm RTS Deux übernommen; in dieser Zeit ist es auch terrestrisch, über Kabelfernsehen sowie per Satellit zu sehen. Ausserdem ist RTS Info über HbbTV auf den Kanälen RTS 1 und RTS 2 empfangbar.
Das Programm besteht im Wesentlichen in einer kontinuierlichen Berichterstattung, die live produziert wird (Journal en continu). Darin wechseln sich Moderation, Reportagen und Interviews ab. In der übrigen Zeit werden Ausschnitte aus den Nachrichtensendungen des vergangenen Tages wiederholt. Die aktuelle Berichterstattung wird durch Texte der Redaktion sowie durch Fotos ergänzt.

## Radio
Auch die Nachrichtensendungen in den vier Radioprogrammen von RTS werden unter dem Namen RTS Info präsentiert, darunter die ausführlichen Programme Journal du matin, le 12h30 und Forum, die in RTS La Première gesendet werden, sowie die stündlichen Kurznachrichten (Journal horaire).

## Website und Mobile App
Auf der Website RTS Info sind neben dem gleichnamigen Fernsehprogramm im Livestream ausgewählte Beiträge aus dem Fernseh- und Hörfunkprogramm on demand abrufbar. Die Inhalte können auch über eine Mobile App genutzt werden. Einzelne Sendungen werden als Video- und Audio-Podcast angeboten. Die Website führt alle diese Angebote in der Form eines Onlinemagazins zusammen und dient daher als eine zentrale Informationsplattform von Radio Télévision Suisse.

## Logos

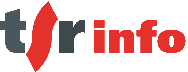
Logo von 2006 bis 2012
Logo von 2012 bis 2019
Logo von 2019 bis 2023
Logo seit 2023